# India en los Juegos Olímpicos de Atenas 2004
India estuvo representada en los Juegos Olímpicos de Atenas 2004 por un total de 73 deportistas, 48 hombres y 25 mujeres, que compitieron en 14 deportes.
La portadora de la bandera en la ceremonia de apertura fue la atleta Anju Bobby George.

## Medallistas
El equipo olímpico indio obtuvo las siguientes medallas:
| Nombre                     | Deporte | Competición  |
| -------------------------- | ------- | ------------ |
| Oro                        |         |              |
| —                          |         |              |
| Plata                      |         |              |
| Rajyavardhan Singh Rathore | Tiro    | Doble foso M |
| Bronce                     |         |              |
| —                          |         |              |